# Pierre Van Reysschoot
Pierre Emile Van Reysschoot, né le 9 décembre 1906 à Gand et mort le 9 octobre 1966 à Anvers, est un joueur de hockey sur glace belge.

## Carrière
Membre du Cercle des patineurs anversois et de l'équipe de Belgique, il est médaillé d'argent du Championnat d'Europe 1927 à Vienne. Il termine aussi cinquième des Jeux olympiques de 1928 à Saint-Moritz et treizième des Jeux olympiques de 1936 à Garmisch-Partenkirchen.

## Famille
Pierre Van Reysschoot, épouse à Anvers le 25 juin 1935, Marion Elisabeth Gerda von Flotow, née à Bruxelles le 5 octobre 1915, fille de Kurt von Flotow et de Katy van der Straeten, fille d'Édouard van der Straeten et Élisabeth Best (Anvers).
Il est le frère du joueur de hockey sur glace Jacques Van Reysschoot et le cousin d'André Poplimont.

## liens internes
- Famille van Reysschoot